# Prima Categoria Umbria 1968-1969
Il campionato di calcio di Prima Categoria 1968-1969 è stato il V livello del campionato italiano. A carattere regionale, fu il decimo campionato dilettantistico con questo nome dopo la riforma voluta da Bruno Zauli nel 1958.
Questo è il girone organizzato dal Comitato Regionale Umbro per la regione Umbria.

## Squadre partecipanti
| Squadra                | Città (provincia)             | Stagione 1967-1968                                     |
| ---------------------- | ----------------------------- | ------------------------------------------------------ |
| Assisi                 | Assisi (PG)                   | 11° in Prima Categoria Umbria                          |
| Bastia                 | Bastia Umbra (PG)             | 14° in Prima Categoria Umbria                          |
| Deruta                 | Deruta (PG)                   | 3° in Prima Categoria Umbria                           |
| Gualdo                 | Gualdo Tadino (PG)            | 7° in Prima Categoria Umbria                           |
| Gubbio                 | Gubbio (PG)                   | 2° in Prima Categoria Umbria                           |
| Juventina              | Perugia                       | 13° in Prima Categoria Umbria                          |
| Narnese                | Narni (TR)                    | 17° in Serie D/E, retrocessa                           |
| Molino Popolare Ellera | Santa Sabina di Perugia       | 1° in Seconda Categoria Umbria/C, promosso dopo finali |
| Nestor                 | Marsciano (PG)                | 5° in Prima Categoria Umbria                           |
| Orvietana              | Orvieto (TR)                  | 18° in Serie D/E, retrocessa                           |
| Ponte Felcino          | Ponte Felcino di Perugia      | 6° in Prima Categoria Umbria                           |
| Pontevalleceppi        | Ponte Valleceppi di Perugia   | 1° in Seconda Categoria Umbria/A, promosso dopo finali |
| Pontevecchio           | Ponte San Giovanni di Perugia | 4° in Prima Categoria Umbria                           |
| Spoleto                | Spoleto (PG)                  | 7° in Prima Categoria Umbria                           |
| Tavernelle             | Tavernelle di Panicale (PG)   | 12° in Prima Categoria Umbria                          |
| Todi                   | Todi (PG)                     | 7° in Prima Categoria Umbria                           |
| Valigi Torgiano        | Torgiano (PG)                 | 10° in Prima Categoria Umbria                          |

## Classifica finale
|  | Pos. | Squadra                | Pt | G  | V  | N  | P  | GF | GS | DR  |
|  | ---- | ---------------------- | -- | -- | -- | -- | -- | -- | -- | --- |
|  | 1.   | Gubbio                 | 54 | 32 | 25 | 4  | 3  | 57 | 11 | +46 |
|  | 2.   | Spoleto                | 49 | 32 | 20 | 9  | 3  | 48 | 21 | +27 |
|  | 3.   | Nestor                 | 44 | 32 | 19 | 6  | 7  | 50 | 20 | +30 |
|  | 4.   | Deruta                 | 42 | 32 | 17 | 8  | 7  | 45 | 25 | +20 |
|  | 4.   | Gualdo                 | 42 | 32 | 17 | 8  | 7  | 40 | 29 | +11 |
|  | 6.   | Orvietana              | 33 | 32 | 11 | 11 | 10 | 32 | 31 | +1  |
|  | 7.   | Ponte Felcino          | 32 | 32 | 10 | 12 | 10 | 37 | 38 | -1  |
|  | 8.   | Bastia                 | 30 | 32 | 10 | 10 | 12 | 30 | 34 | -4  |
|  | 9.   | Todi                   | 29 | 32 | 9  | 11 | 12 | 21 | 30 | -9  |
|  | 10.  | Narnese                | 27 | 32 | 7  | 13 | 12 | 27 | 31 | -4  |
|  | 10.  | Pontevecchio           | 27 | 32 | 8  | 11 | 13 | 26 | 38 | -12 |
|  | 10.  | Valigi Torgiano        | 27 | 32 | 8  | 11 | 13 | 37 | 50 | -13 |
|  | 13.  | Assisi                 | 26 | 32 | 10 | 6  | 16 | 36 | 47 | -11 |
|  | 14.  | Juventina              | 25 | 32 | 7  | 11 | 14 | 25 | 32 | -7  |
|  | 15.  | Tavernelle             | 24 | 32 | 9  | 6  | 17 | 27 | 44 | -17 |
|  | 16.  | Pontevalleceppi        | 17 | 32 | 4  | 9  | 19 | 20 | 46 | -26 |
|  | 17.  | Molino Popolare Ellera | 16 | 32 | 3  | 10 | 19 | 22 | 53 | -31 |

Legenda:

      Promossa in Serie D 1969-1970.
      Retrocessa in Seconda Categoria Umbria 1969-1970.
Note:

Due punti a vittoria, uno a pareggio, zero a sconfitta.